# Comalies
Comalies es el tercer álbum de estudio de la banda de metal gótico italiana Lacuna Coil, lanzado el 8 de octubre de 2002 y producido por la disquera Century Media. De este álbum se extrajeron los sencillos Swamped y Heaven's A Lie.
En palabras de la propia vocalista, Cristina Scabbia:  "[Durante la grabación del álbum], tuvimos una especie de explosión creativa. Estábamos trabajando bajo una especie de "coma", algo así como en una dimensión diferente. En primer lugar , sólo queríamos utilizar la palabra "Coma" pero sentíamos que había algo que faltaba, así que decidimos juntar dos palabras: Coma y mentiras (Lies)".
Comalies alcanzó el puesto #178 en el Billboard 200 y ocupó el #9 en los Us Top Heatseekers y en Us Independent Albums.
El contorno de la figura, de la cubierta frontal del álbum anterior de la banda Unleashed Memories (2001) es ligeramente visible en la parte superior del girasol. El álbum ha llegado a vender más de 300.000 copias en los Estados Unidos hasta la fecha de enero del 2012.
La canción "Swamped" está disponible como una pista descargable para la serie de videojuegos, Rock Band, y también apareció en el videojuego del 2004, Vampire: The Masquerade - Bloodlines.

## Recepción
En el 2005, Comalies ocupó el puesto 415 en el libro de "The 500 Greatest Rock & Metal Albums of All Time" de la revista Rock Hard. En el año 2016, Comalies se clasificó como el 59.º álbum más grande del siglo XXI por Metal Hammer.

## Lista de canciones
1. Swamped
2. Heaven's A Lie
3. Daylight Dancer
4. Humane
5. Self Deception
6. Aeon
7. Tight Rope
8. The Ghost Woman And The Hunter
9. Unspoken
10. Entwined
11. The Prophet Said
12. Angels Punishment
13. Comalies

Edición Alemana - Limitada
14. Lost lullaby

### Sección Multimedia
1. The making of Comalies – 6:40

### Disco bonus de la edición del Ozzfest
US, UK Disco bonus
| N.º | Título                                      | Duración |
| --- | ------------------------------------------- | -------- |
| 1.  | "Heaven's a Lie" (Radiomix and Edit)        | 4:54     |
| 2.  | "Swamped" (Radiomix and Edit)               | 3:49     |
| 3.  | "Heaven's a Lie" (Studio Acoustic Version)  | 4:12     |
| 4.  | "Swamped" (Studio Acoustic Version)         | 3:40     |
| 5.  | "Unspoken" (Studio Acoustic Version)        | 3:39     |
| 6.  | "Senzafine" (Studio Acoustic Version)       | 3:31     |
| 7.  | "Heaven's a Lie" (Live Radio WAAF Acoustic) | 4:01     |
| 8.  | "Senzafine" (Live Radio WAAF Acoustic)      | 3:15     |
| 9.  | "Aeon" (Live Radio WAAF Acoustic)           | 1:58     |

### CD2 Sección Multimedia
1. Heaven's a Lie (video)
2. Swamped (video)
3. Desktop wallpapers